# Mesolouri
Mesolouri (Grieks: Μεσολούρι) is een deelgemeente (dimotiki enotita) van de fusiegemeente (dimos) Grevena, in de Griekse bestuurlijke regio (periferia) West-Macedonië.
Mesolouri ligt in het voormalige departement Grevena en telt 139 inwoners.